# Irma Carolina Di Monte
Irma Carolina Di Monte (Córdoba, 15 ottobre 1976) è un'attrice argentina che vive e lavora in Italia.

## Biografia
Nata in Argentina, si trasferisce in Italia, dove studia presso la scuola del Teatro Colli di Bologna. Come attrice la ricordiamo dalla terza alla nona stagione di Distretto di Polizia con il ruolo di Adele. Nel 2007 recita nella settima stagione de La squadra. Nel 2008 recita in Amiche mie e Crimini bianchi. Nel 2015 prende parte a Gli ultimi saranno ultimi, dove recita nei panni di una donna transgender.

## Filmografia

### Attrice

#### Cinema
- Gli ultimi saranno ultimi, regia di Massimiliano Bruno (2015)
- Ricchi a tutti i costi, regia di Giovanni Bognetti (2024)

#### Televisione
- Distretto di Polizia – serie TV (2002-2009)
- La squadra 7 – serie TV (2006)
- Crimini bianchi – serie TV (2008)
- La squadra 9 – serie TV (2008)
- Amiche mie – serie TV (2008)
- La nuova squadra 2 – serie TV (2009)
- Io e mio figlio - Nuove storie per il commissario Vivaldi – serie TV (2010)
- L'Alligatore – serie TV, episodi 1x03-1x04 (2020)

## Doppiaggio
- Laura Gomez in Orange Is the New Black
- Natalia Cordova-Buckley in Agents of S.H.I.E.L.D.
- Maria Canals-Barrera in The Big Bang Theory
- Patricia Velásquez in La Llorona - Le lacrime del male